# Ego-Gesellschaft
Das Schlagwort Ego-Gesellschaft (Egogesellschaft) beschreibt die Verbindung einer 'Anspruchsgesellschaft' mit einer 'Ellenbogengesellschaft'. Sie vereint also Hedonismus mit Rücksichtslosigkeit. Sie gilt als eine negative Charakterisierung der 'postmodernen' Gesellschaft, ähnlich wie die 'Erlebnisgesellschaft'. Individualisierung und der (negativ beurteilte) Wertewandel sind die soziologischen Grundbeobachtungen, auf denen das Gesellschaftskonzept beruht.
Das Wort ist aus dem Wort „ego“ (lat. ich) und dem Wort „Gesellschaft“ zusammengesetzt und wird meist zur ironischen Umschreibung einer herrschenden Mentalität gebraucht, um damit den Zustand der Gesellschaft zu kritisieren.

## Symptome der Ego-Gesellschaft
Die Ego-Gesellschaft entsteht unter anderem im Zuge der Entfremdung und werkzeughaften Ausnutzung  menschlicher Beziehungen, d. h., egoistische Werte dominieren das Gesellschaftsleben. Korruption spielt eine große Rolle. Der Einzelne wird zum bezahlbaren Objekt. Dies führt zu sozialer Kälte und zur Entsolidarisierung; Gemeinsinn und Mitmenschlichkeit kommen nicht mehr zum Tragen. Der Anteil normaler Arbeitsverhältnisse ist rückläufig, prekäre Beschäftigungen nehmen deutlich zu. Als eine gravierende reale Folge wird eine Kinderfeindlichkeit gesehen: „Kinder fallen der Ego-Gesellschaft lästig, Erziehung ist nicht mehr angesagt“, lautete 2001 die diesbezügliche Bestandsaufnahme der Journalistin Susanne Gaschke in Die Erziehungskatastrophe.

## Kritik an der Ego-Gesellschaft
Als Gründe werden der Werteverfall bzw. Wertewandel angeführt, wobei behauptet wird, dass moralische Grundlagen beliebig würden. Dies sei nur mit mehr Autorität und der Rückkehr zu traditionellen Werten einzudämmen. Aus der Sicht einer durch Arbeit geprägten Erwerbsgesellschaft sei es eine Verbindung von Faulheit, Dreistheit und Verachtung. Wobei eine Gesellschaft, welche aus lauter egoistischen Individuen bestehe, keine mehr sei.
In dem von dem Soziologen Ulrich Beck 1997 herausgegebenen Buch Kinder der Freiheit heißt es: Die Rede von der Egogesellschaft setzt voraus, dass sich ausschließt, was tatsächlich zusammengehört: Selbstverwirklichung und da sein für andere. Demnach müssten die negativen Symptome der Ego-Gesellschaft nicht durch weniger, sondern durch mehr politische Freiheiten bekämpft werden.
Den angeführten Kritiken widerspricht der Soziologe Helmut Klages, der 2001 in dem Wertewandel ein hohes Humanpotenzial sieht, das allerdings noch nicht ausgeschöpft werde.